# Abludomelita mucronata
Abludomelita mucronata är en kräftdjursart. Abludomelita mucronata ingår i släktet Abludomelita och familjen Melitidae. Inga underarter finns listade i Catalogue of Life.